# Vladímir Malájov
Vladímir Malájov (27 de noviembre de 1980, en Rusia) es un Gran Maestro Internacional de ajedrez ruso.

## Rankings
En abril de 2007 ocupa el puesto 29.º del mundo en la lista de la FIDE con un Elo de 2679 y número de 8.º de Rusia.
En 2003, fue subcampeón en el Campeonato de Europa Individual de ajedrez, celebrado en Estambul (Turquía) tras el georgiano Zurab Azmaiparashvili que resultó campeón.

## Algunas partidas
En 2002 logró una importante victoria sobre Vasili Ivanchuk.
- White: Malájov
- Black: Ivanchuk

1.c4 c6 2.Nf3 d5 3.cxd5 cxd5 4.d4 Nc6 5.Nc3 Nf6 6.Bf4 Bf5 7.e3 e6 8.Qb3 Bb4
9.Bb5 O-O 10.O-O Bxc3 11.Bxc6 Bxb2 12.Bxb7 Bxa1 13.Rxa1 Rc8 14.Bxc8 Qxc8 15.Qa3 Qb7 16.Rc1 Rc8
17.Rxc8+ Qxc8 18.Ne5 Nd7 19.Nxd7 Qxd7 20.Qa6 Bc2 21.Bb8 h5 22.Bxa7 Qa4 23.Qxa4 Bxa4 24.f3 f6
25.Kf2 Bc6 26.Ke1 Kf7 27.Kd2 Ke8 28.Kc3 Bb5 29.Kb4 Bf1 30.g3 Be2 31.f4 Kd7 32.Kc5 Bd1
33.f5 Bc2 34.fxe6+ Kxe6 35.Bb8 g5 36.Bc7 h4 37.gxh4 gxh4 38.h3 Bf5 39.a4 Bxh3 40.a5 Bf1
41.Kb6 1-0

### en 2007
Cuartos de final de candidatos contra Grishchuk, mayo-junio, Elistá, Kalmukia, 
| Jugador   | R1 | R2 | R3 | R4 | R5 | R6 | Total             |
| --------- | -- | -- | -- | -- | -- | -- | ----------------- |
| Grishchuk | 1  | =  | =  | 1  | =  |    | 3.5 (Clasificado) |
| Malájov   | 0  | =  | =  | 0  | =  |    | 1.5 (Eliminado)   |